# Un piano en la oscuridad
Un piano en la oscuridad es una novela de ciencia ficción de la escritora ecuatoriana Lucrecia Maldonado publicada en 2016 por Eskeletra Editorial. Es una novela donde predomina el lenguaje no verbal como lo es la expresión corporal, el comportamiento y la energía.

## Trama
La novela ‘Un piano en la oscuridad’, cuenta con alrededor de cien páginas, esta puede ser descrita como una suma de realidades abarcadas en una misma historia, con un trasfondo que inculca el “Hay que seguir viviendo”. La trama inicia con el lúgubre sonido nocturno de un piano inexistente, en el interior de una casa, dando apertura a varios misterios y secretos acarreados por varias generaciones; que en el transcurso de la lectura serán subsanados y liberados.
Esta historia familiar entrelaza temáticas como: la muerte, energía, espiritualidad, temor y amor. La creativa novela relata el pasado de una joven que acude a una persona dedicada a temas paranormales, al caer en el mundo de la prostitución y drogadicción, en esta travesía descubre una parte de su historia familiar mediante una melodía en el piano. Es necesario poseer fuerza para enfrentar diversas problemas, y entender que el pasado puede repercutir e influenciar fuertemente sobre el presente, sobre todo a nivel familiar”.

## Entrevista
En la entrevista realizada a Lucrecia Maldonado por Diario El Universo Ecuador, ella menciona que la historia es basada en hechos de la vida real, ya que Lucrecia escribe la novela justo después de haber conocido a algunos chicos que habían sufrido de drogadicción. Maldonado también afirmó que le impacta saber que Ecuador ocupa el segundo lugar en adicción a las drogas dentro del contexto sudamericano y es un problema que está invisibilizado, ya que es un tema del que no se habla a menudo. Es por esto que Lucrecia decide hablar de este tema en su novela para así ponerlo sobre la mesa y poder prevenirlo, "curando las heridas personales de la sociedad", como ella menciona.